# Mala Rasinjica
Mala Rasinjica falu Horvátországban Kapronca-Kőrös megyében. Közigazgatásilag Apajkeresztúrhoz tartozik.

## Fekvése
Kaproncától 17 km-re, községközpontjától 7 km-re nyugatra, a Kemléki-hegységben fekszik.

## Története
1857-ben 117, 1910-ben 223 lakosa volt. A trianoni békeszerződésig Varasd vármegye Ludbregi járásához tartozott. 2001-ben 42 lakosa volt.

## Külső hivatkozások
- Rasinja község hivatalos oldala